# 베를린 피헬스베르크역
베를린 피헬스베르크역(Bahnhof Berlin Pichelsberg)은 베를린 샤를로텐부르크빌머스도르프구 베스트엔트 위치한 베를린 S반의 철도역이다.
1911년 9월 5일에 슈판다우 근교선의 철도역으로 개업했다. 역 설계자는 에른스트 슈바르츠(Ernst Schwartz)이다. 1928년 전철화 이후 S반 열차의 정규 운행이 시작되었다. 1936년 하계 올림픽 당시 프리츠 하네(Fritz Hane)의 계획에 따라서 서쪽 끝에 베를린 발트뷔네(Berliner Waldbühne) 방면으로 향하는 출입구가 설치되었다. 제2차 세계 대전 당시 대합실 건물이 파괴되었고, 응급 수리만 거쳐서 다시 사용되었다.
1980년 서베를린 S반 파업 당시 노선과 철도역 영업이 중단되었다. 1998년 1월 16일에 출입구가 다시 개설되면서 역 영업을 다시 시작했다. 이후 북서쪽으로 추가 출입구 2곳이 설치되었고, 북쪽으로 갈라지는 출입구는 글로켄투름슈트라세(Glockenturmstraße) 도로와 연결되며 2012년에는 아이스링크가 영업을 시작했다.

## 인접 정차역
역에 인접한 숄츠플라츠(Scholzplatz) 버스 정류장에서 베를린 버스 M49, 218번과 환승할 수 있다.
| 베를린 S반             | 베를린 S반 | 베를린 S반                     |
| ---------------------- | ---------- | ------------------------------ |
| 슈트레소 슈판다우 방면 | S3         | 올림피아슈타디온 에르크너 방면 |
| 슈트레소 슈판다우 방면 | S9         | 올림피아슈타디온 BER 공항 방면 |

## 참고 문헌
- Alfred Lücking: Der neue Bahnhof Pichelsberg. In: Zentralblatt der Bauverwaltung, 32. Jahrgang 1912, Nr. 35 (vom 27. April 1912), S. 220–223. (Digitalisat)